# Jožef Kek
Jožef Kek, slovenski duhovnik in prevajalec, * 29. januar 1796, Stična, † 6. junij 1855, Ljubljana.

## Življenje
Jožef Kek se je rodil 29. januarja 1796 v Stični na Dolenjskem, a o njegovem otroštvu ne vemo skoraj nič. Leta 1819 je bil posvečen v duhovnika ter prvih nehaj let župnikoval v večih župnijah po Dolenjskem. Svoj poklic je upravljal dlje časa kot katehet pri uršulinkah v Ljubljani, kjer je naposled postal tudi škofijski notar in častni kanonik. Kot katehet v Ljubljani je večkrat sodeloval s Francem Metelkom in Janezom Šlakerjem pri pisanju slovarjev in nabožnih del. Prav tako je prevedel Baragovo delo o severnoameriških Indijancih, katerega predgovor je napisal Baraga sam. Kasneje je v življenju objavil še mnogo nabožnih del, a o njegovih zadnjih letih, tako kot o njegovem otroštvu, ne vemo ničesar. Umrl je 6. junija 1855 v Ljubljani.